# Championnat d'Allemagne de football de troisième division 1974-1975
Navigation
(Regionalliga
1973-1974) Oberliga
1975-1976
L'Oberliga 1974-1975 est la 1re édition de l'Oberliga en qualité de troisième division allemande de football. Initialement, seules les Oberligen Nord et Berlin sont établies. Dans les autres régions, l'ancien format des ligues amateures prévaut, avec les Verbandsligen à l'Ouest, les Amateurligen Rheinland et Saarland ainsi que l'1. Amateurliga Südwest dans le Sud-Ouest, et les 1. Amateurligen ainsi que la Hessenliga au Sud. Les Oberligen Rhénanie-du-Nord (Oberliga Nordrhein), Westphalie (Oberliga Westfalen), Sud-Ouest (Oberliga Südwest), Bade-Wurtemberg (Oberliga Baden-Württemberg), Bavière (Bayernliga) et Hesse (Oberliga Hessen) ne seront établies qu'à l'aube de la saison 1978-1979, portant le nombre d'Oberligen à 8.
Le championnat se compose de trente-six équipes réparties en deux groupes géographiques.
Les deux premiers d'Oberliga Nord et le premier d'Oberliga Berlin sont qualifiés pour les barrages de promotion en 2. Bundesliga, où ils affrontent les champions des ligues amateures des autres régions, afin d'obtenir l'une des six places de promotion encore disponibles (les champions des 1. Amateurligen Bayern et Hessen sont quant à eux directement promus). Quatre équipes d'Oberliga Nord (soit les meilleures équipes de chaque Land : Basse-Saxe, Brême, Hambourg, Schleswig-Holstein hors le champion et le vice-champion), ainsi que le vice-champion berlinois prennent part au Championnat d'Allemagne de football amateur 1975.
Les cinq dernières places d'Oberliga Nord et les trois dernières places d'Oberliga Berlin sont synonymes de relégation dans les ligues amateures.

## Composition du championnat
Parmi les 36 clubs composant les deux Oberligen, 10 clubs de l'Oberliga Nord et 9 clubs de l'Oberliga Berlin proviennent des Regionalligen correspondantes de la saison précédente (Regionalligen Nord et Berlin). Le reste des participants de l'Oberliga Nord provient des Landesligen Niedersachsen, Hamburg, Schleswig-Holstein et de l'Amateurliga Bremen. Quant à l'Oberliga Berlin, les 9 autres clubs viennent de l'Amateurliga Berlin.

### Nord
| - Regionalliga Nord - VfB Oldenburg (6e) - SV Meppen (8e) - SV Arminia Hannover (9e) - SC Concordia Hamburg (10e) - OSV Hannover (11e) - Holstein Kiel (13e) - Bremerhaven 93 (14e) - Heider SV (15e) - Itzehoer SV (17e) - Phönix Lübeck (19e) |  | - Landesliga Niedersachsen - SpVgg Preußen Hameln (1er) - SpVgg Bad Pyrmont (2e) - SV Union Salzgitter (3e) - Amateurliga Bremen - Blumenthaler SV (1er) - Bremer SV (2e) - Landesliga Hamburg - SC Victoria Hamburg (1er) - SC Poppenbüttel (2e) - Landesliga Schleswig-Holstein - Flensburg 08 (1er) |

### Berlin
| - Regionalliga Berlin - Blau-Weiß 90 Berlin (3e) - Hertha Zehlendorf (4e) - SC Westend 1901 (5e) - Rapide Wedding (6e) - 1. FC Neukölln (7e) - Berliner SV 1892 (8e) - BBC Südost (9e) - Spandauer SV (10e) - BFC Alemannia 90 (12e) |  | - Amateurliga Berlin - SC Staaken (1er) - BFC Südring (2e) - Polizei SV Berlin (3e) - VfB Neukölln (4e) - Reinickendorfer Füchse (5e) - BSC Kickers 1900 (6e) - Tennis Borussia Berlin Amateure (7e) - Wacker Siemensstadt (8e) - SC Union 06 Berlin (10e) |

## Compétition

### Légende
Promotion
- Barrages de promotion en 2. Bundesliga Nord 1975-1976

Championnat amateur
- Championnat d'Allemagne de football amateur 1975

Relégation
- Relégation dans les ligues amateures

Abréviations
- R : Relégué de Regionalliga 1973-1974
- T : Tenant du titre de sa ligue amateure respective
- A : Champion d'Allemagne amateur 1974
- BS : Arrivant de Landesliga Niedersachsen
- HB : Arrivant d'Amateurliga Bremen
- HH : Arrivant de Landesliga Hamburg
- SH : Arrivant de Landesliga Schleswig-Holstein
- BE : Arrivant d'Amateurliga Berlin

### Oberliga Nord
| Rang | Équipe                    | Pts | J  | G  | N  | P  | Bp | Bc | Diff |
| ---- | ------------------------- | --- | -- | -- | -- | -- | -- | -- | ---- |
| 1    | VfB Oldenburg R           | 52  | 34 | 23 | 6  | 5  | 91 | 45 | +46  |
| 2    | SV Arminia Hannover R     | 50  | 34 | 22 | 6  | 6  | 92 | 42 | +50  |
| 3    | SV Meppen R               | 41  | 34 | 14 | 13 | 7  | 61 | 36 | +25  |
| 4    | SC Victoria Hamburg T HH  | 41  | 34 | 14 | 13 | 7  | 59 | 42 | +17  |
| 5    | SpVgg Preußen Hameln T BS | 38  | 34 | 14 | 10 | 10 | 69 | 56 | +13  |
| 6    | Bremerhaven 93 R          | 37  | 34 | 14 | 9  | 11 | 51 | 43 | +8   |
| 7    | Blumenthaler SV T HB      | 37  | 34 | 16 | 5  | 13 | 55 | 52 | +3   |
| 8    | Itzehoer SV R             | 37  | 34 | 13 | 11 | 10 | 52 | 56 | -4   |
| 9    | OSV Hannover R            | 35  | 34 | 13 | 9  | 12 | 59 | 49 | +10  |
| 10   | Holstein Kiel R           | 35  | 34 | 13 | 9  | 12 | 53 | 43 | +10  |
| 11   | SC Concordia Hamburg R    | 34  | 34 | 12 | 10 | 12 | 61 | 42 | +19  |
| 12   | SV Union Salzgitter BS    | 33  | 34 | 14 | 5  | 15 | 51 | 55 | -4   |
| 13   | SpVgg Bad Pyrmont BS      | 33  | 34 | 11 | 11 | 12 | 53 | 67 | -14  |
| 14   | Phönix Lübeck R           | 26  | 34 | 9  | 8  | 17 | 40 | 64 | -24  |
| 15   | Flensburg 08 T SH         | 24  | 34 | 9  | 6  | 19 | 41 | 69 | -28  |
| 16   | Heider SV R               | 23  | 34 | 6  | 11 | 17 | 46 | 82 | -36  |
| 17   | Bremer SV HB              | 20  | 34 | 4  | 12 | 18 | 36 | 76 | -40  |
| 18   | SC Poppenbüttel HH        | 16  | 34 | 5  | 6  | 23 | 33 | 84 | -51  |

### Oberliga Berlin
| Rang | Équipe                             | Pts | J  | G  | N  | P  | Bp  | Bc  | Diff |
| ---- | ---------------------------------- | --- | -- | -- | -- | -- | --- | --- | ---- |
| 1    | Spandauer SV R                     | 55  | 34 | 24 | 7  | 3  | 100 | 26  | +74  |
| 2    | Hertha Zehlendorf R                | 54  | 34 | 25 | 4  | 5  | 97  | 34  | +63  |
| 3    | SC Westend 1901 R                  | 51  | 34 | 23 | 5  | 6  | 80  | 40  | +40  |
| 4    | Blau-Weiß 90 Berlin R              | 42  | 34 | 17 | 8  | 9  | 85  | 53  | +32  |
| 5    | Berliner SV 1892 R                 | 41  | 34 | 16 | 9  | 9  | 67  | 50  | +17  |
| 6    | Rapide Wedding R                   | 37  | 34 | 14 | 9  | 11 | 64  | 52  | +12  |
| 7    | Reinickendorfer Füchse BE          | 36  | 34 | 15 | 6  | 13 | 55  | 40  | +15  |
| 8    | SC Union 06 Berlin BE              | 35  | 34 | 12 | 11 | 11 | 48  | 30  | +18  |
| 9    | Tennis Borussia Berlin Amateure BE | 34  | 34 | 13 | 8  | 13 | 64  | 63  | +1   |
| 10   | Wacker Siemensstadt BE             | 33  | 34 | 14 | 5  | 15 | 61  | 67  | -6   |
| 11   | Polizei SV Berlin BE               | 32  | 34 | 14 | 4  | 16 | 47  | 54  | -7   |
| 12   | 1. FC Neukölln R                   | 32  | 34 | 14 | 4  | 16 | 61  | 83  | -22  |
| 13   | BBC Südost R                       | 31  | 34 | 11 | 9  | 14 | 61  | 62  | -1   |
| 14   | SC Staaken T BE                    | 30  | 34 | 11 | 8  | 15 | 42  | 49  | -7   |
| 15   | VfB Neukölln BE                    | 24  | 34 | 8  | 8  | 18 | 44  | 57  | -13  |
| 16   | BSC Kickers 1900 BE                | 16  | 34 | 7  | 2  | 25 | 39  | 124 | -85  |
| 17   | BFC Alemannia 90 R                 | 15  | 34 | 5  | 5  | 24 | 32  | 103 | -71  |
| 18   | BFC Südring BE                     | 14  | 34 | 5  | 4  | 25 | 27  | 87  | -60  |

### Barrages de promotion
- Promotion dans le groupe de 2. Bundesliga 1975-1976 correspondant

#### 2. Bundesliga Nord

##### Groupe Nord A
Équipes participantes
| Équipes             | Championnats             |
| ------------------- | ------------------------ |
| SV Arminia Hannover | Oberliga Nord (2e)       |
| SG Union Solingen   | Verbandsliga Niederrhein |
| Bayer 04 Leverkusen | Verbandsliga Mittelrhein |

Compétition
| Rang | Équipe              | Pts | J | G | N | P | Bp | Bc | Diff |  | Résultats (▼ dom., ► ext.) | B04L | UnSo | ArHa |
| ---- | ------------------- | --- | - | - | - | - | -- | -- | ---- |  | -------------------------- | ---- | ---- | ---- |
| 1    | Bayer 04 Leverkusen | 6   | 4 | 3 | 0 | 1 | 9  | 8  | +1   |  | Bayer 04 Leverkusen        |      | 3-2  | 3-2  |
| 2    | SG Union Solingen   | 4   | 4 | 2 | 0 | 2 | 8  | 7  | +1   |  | SG Union Solingen          | 3-1  |      | 2-0  |
| 3    | SV Arminia Hannover | 2   | 4 | 1 | 0 | 3 | 6  | 8  | -2   |  | SV Arminia Hannover        | 1-2  | 3-1  |      |

##### Groupe Nord B
Équipes participantes
| Équipes            | Championnats                      |
| ------------------ | --------------------------------- |
| VfB Oldenburg      | Oberliga Nord (1er)               |
| Spandauer SV       | Oberliga Berlin                   |
| SC Westfalia Herne | Verbandsliga Westfalen (Groupe 2) |

Compétition
| Rang | Équipe             | Pts | J | G | N | P | Bp | Bc | Diff |  | Résultats (▼ dom., ► ext.) | WeHe | SpSV | Olde |
| ---- | ------------------ | --- | - | - | - | - | -- | -- | ---- |  | -------------------------- | ---- | ---- | ---- |
| 1    | SC Westfalia Herne | 7   | 4 | 3 | 1 | 0 | 13 | 3  | +10  |  | SC Westfalia Herne         |      | 6-0  | 3-1  |
| 2    | Spandauer SV       | 4   | 4 | 2 | 0 | 2 | 5  | 11 | -6   |  | Spandauer SV               | 1-3  |      | 2-1  |
| 3    | VfB Oldenburg      | 1   | 4 | 0 | 1 | 3 | 4  | 8  | -4   |  | VfB Oldenburg              | 1-1  | 1-2  |      |

#### 2. Bundesliga Süd

##### Groupe Südwest
Équipes participantes
| Équipes                 | Championnats           |
| ----------------------- | ---------------------- |
| Eintracht Trier         | Amateurliga Rheinland  |
| ASC Dudweiler           | Amateurliga Saarland   |
| Eintracht Bad Kreuznach | 1. Amateurliga Südwest |

Compétition
| Rang | Équipe                  | Pts | J | G | N | P | Bp | Bc | Diff |  | Résultats (▼ dom., ► ext.) | EiBK | EiTr | Dudw |
| ---- | ----------------------- | --- | - | - | - | - | -- | -- | ---- |  | -------------------------- | ---- | ---- | ---- |
| 1    | Eintracht Bad Kreuznach | 8   | 4 | 4 | 0 | 0 | 18 | 4  | +14  |  | Eintracht Bad Kreuznach    |      | 4-0  | 4-0  |
| 2    | Eintracht Trier         | 3   | 4 | 1 | 1 | 2 | 8  | 10 | -2   |  | Eintracht Trier            | 3-4  |      | 1-1  |
| 3    | ASC Dudweiler           | 1   | 4 | 0 | 1 | 3 | 3  | 15 | -12  |  | ASC Dudweiler              | 1-6  | 1-4  |      |

##### Groupe Baden-Württemberg
Équipes participantes
| Équipes             | Championnats                        |
| ------------------- | ----------------------------------- |
| VfB Eppingen        | 1. Amateurliga Nordbaden            |
| VfR Aalen           | 1. Amateurliga Nordwürttemberg      |
| SSV Reutlingen 05 A | 1. Amateurliga Schwarzwald-Bodensee |
| Offenburger FV      | 1. Amateurliga Südbaden             |

Compétition
| Rang | Équipe              | Pts | J | G | N | P | Bp | Bc | Diff |  | Résultats (▼ dom., ► ext.) | Reut | Offe | Aale | Eppi |
| ---- | ------------------- | --- | - | - | - | - | -- | -- | ---- |  | -------------------------- | ---- | ---- | ---- | ---- |
| 1    | SSV Reutlingen 05 A | 10  | 6 | 5 | 0 | 1 | 17 | 7  | +10  |  | SSV Reutlingen 05 A        |      | 5-2  | 3-0  | 4-0  |
| 2    | Offenburger FV      | 6   | 6 | 3 | 0 | 3 | 16 | 15 | +1   |  | Offenburger FV             | 1-2  |      | 2-0  | 5-2  |
| 3    | VfR Aalen           | 6   | 6 | 3 | 0 | 3 | 12 | 11 | +1   |  | VfR Aalen                  | 4-0  | 3-4  |      | 1-0  |
| 4    | VfB Eppingen        | 2   | 6 | 1 | 0 | 5 | 7  | 19 | -12  |  | VfB Eppingen               | 0-3  | 3-2  | 2-4  |      |

##### Promus directement
Deux champions d'1. Amateurliga sont directement promus :
| Équipes             | Championnats          |
| ------------------- | --------------------- |
| SSV Jahn Regensburg | 1. Amateurliga Bayern |
| FSV Frankfurt       | Hessenliga            |

### Relégués de2. Bundesliga 1974-1975

#### Nord
- TSR Olympia Wilhelmshaven (17e) (Oberliga Nord)
- Rot-Weiß Oberhausen (18e) (Verbandsliga Niederrhein)
- VfL Wolfsburg (19e) (Oberliga Nord)
- HSV Barmbek-Uhlenhorst (20e) (Oberliga Nord)

#### Sud
- VfR Heilbronn (17e) (1. Amateurliga Nordwürttemberg)
- VfR Mannheim (18e) (1. Amateurliga Nordbaden)
- Borussia Neunkirchen (19e) (Amateurliga Saarland)
- Wormatia Worms (20e) (Amateurliga Rheinland)

### Championnat d'Allemagne de football amateur 1975
Équipes participantes
| Équipes                     | Championnats                            |
| SV Meppen                   | Oberliga Nord (3e) (Basse-Saxe)         |
| Bremerhaven 93              | Oberliga Nord (6e) (Brême)              |
| SC Victoria Hamburg         | Oberliga Nord (4e) (Hambourg)           |
| Itzehoer SV                 | Oberliga Nord (8e) (Schleswig-Holstein) |
| FC Hertha 03 Zehlendorf     | Oberliga Berlin                         |
| SC Brühl 06/45              | Verbandsliga Mittelrhein                |
| Schwarz-Weiß Essen Amateure | Verbandsliga Niederrhein                |
| SV Arminia Gütersloh        | Verbandsliga Westfalen (Groupe 1)       |
| VfL Neuwied                 | Amateurliga Rheinland                   |
| VfB Theley                  | Amateurliga Saarland                    |
| FC Rodalben                 | 1. Amateurliga Südwest                  |
| SV Sandhausen               | 1. Amateurliga Nordbaden                |
| SpVgg 07 Ludwigsburg        | 1. Amateurliga Nordwürttemberg          |
| SC Freiburg                 | 1. Amateurliga Südbaden                 |
| FV Würzburg 04              | 1. Amateurliga Bayern                   |
| VfR OLI Bürstadt            | Hessenliga                              |

Compétition
|  | Tour préliminaire 18 et 25 mai 1975 | Tour préliminaire 18 et 25 mai 1975 | Tour préliminaire 18 et 25 mai 1975 | Tour préliminaire 18 et 25 mai 1975 |                       |                       | Quarts de finale 7-8 et 15 juin 1975 | Quarts de finale 7-8 et 15 juin 1975 | Quarts de finale 7-8 et 15 juin 1975 | Quarts de finale 7-8 et 15 juin 1975 |                           |                           | Demi-finales 27 juin 1975 | Demi-finales 27 juin 1975 | Demi-finales 27 juin 1975 | Demi-finales 27 juin 1975 |  |  | Finale                                         | Finale                                         | Finale                                         | Finale                                         |
|  |                                     |                                     |                                     |                                     |                       |                       |                                      |                                      |                                      |                                      |                           |                           |                           |                           |                           |                           |  |  |                                                |                                                |                                                |                                                |
|  |                                     |                                     |                                     |                                     |                       |                       |                                      |                                      |                                      |                                      |                           |                           | Sindelfingen              | Sindelfingen              | Sindelfingen              | Sindelfingen              |  |  | 29 juin 1975, Ludwig-Jahn-Stadion, Ludwigsburg | 29 juin 1975, Ludwig-Jahn-Stadion, Ludwigsburg | 29 juin 1975, Ludwig-Jahn-Stadion, Ludwigsburg | 29 juin 1975, Ludwig-Jahn-Stadion, Ludwigsburg |
|  | SV Arminia Gütersloh                | SV Arminia Gütersloh                | 2                                   | 3                                   |                       |                       |                                      |                                      |                                      |                                      |                           |                           | Sindelfingen              | Sindelfingen              | Sindelfingen              | Sindelfingen              |  |  | 29 juin 1975, Ludwig-Jahn-Stadion, Ludwigsburg | 29 juin 1975, Ludwig-Jahn-Stadion, Ludwigsburg | 29 juin 1975, Ludwig-Jahn-Stadion, Ludwigsburg | 29 juin 1975, Ludwig-Jahn-Stadion, Ludwigsburg |
|  | SV Arminia Gütersloh                | SV Arminia Gütersloh                | 2                                   | 3                                   |                       |                       |                                      |                                      |                                      |                                      |                           |                           | Sindelfingen              | Sindelfingen              | Sindelfingen              | Sindelfingen              |  |  | 29 juin 1975, Ludwig-Jahn-Stadion, Ludwigsburg | 29 juin 1975, Ludwig-Jahn-Stadion, Ludwigsburg | 29 juin 1975, Ludwig-Jahn-Stadion, Ludwigsburg | 29 juin 1975, Ludwig-Jahn-Stadion, Ludwigsburg |
|  | Bremerhaven 93                      | Bremerhaven 93                      | 0                                   | 1                                   |                       |                       |                                      |                                      |                                      |                                      |                           |                           | Sindelfingen              | Sindelfingen              | Sindelfingen              | Sindelfingen              |  |  | 29 juin 1975, Ludwig-Jahn-Stadion, Ludwigsburg | 29 juin 1975, Ludwig-Jahn-Stadion, Ludwigsburg | 29 juin 1975, Ludwig-Jahn-Stadion, Ludwigsburg | 29 juin 1975, Ludwig-Jahn-Stadion, Ludwigsburg |
|  | Bremerhaven 93                      | Bremerhaven 93                      | 0                                   | 1                                   | SV Arminia Gütersloh  | SV Arminia Gütersloh  | 0                                    | 2                                    |                                      |                                      |                           |                           | Sindelfingen              | Sindelfingen              | Sindelfingen              | Sindelfingen              |  |  | 29 juin 1975, Ludwig-Jahn-Stadion, Ludwigsburg | 29 juin 1975, Ludwig-Jahn-Stadion, Ludwigsburg | 29 juin 1975, Ludwig-Jahn-Stadion, Ludwigsburg | 29 juin 1975, Ludwig-Jahn-Stadion, Ludwigsburg |
|  |                                     |                                     |                                     |                                     | SV Arminia Gütersloh  | SV Arminia Gütersloh  | 0                                    | 2                                    |                                      |                                      |                           |                           | Sindelfingen              | Sindelfingen              | Sindelfingen              | Sindelfingen              |  |  | 29 juin 1975, Ludwig-Jahn-Stadion, Ludwigsburg | 29 juin 1975, Ludwig-Jahn-Stadion, Ludwigsburg | 29 juin 1975, Ludwig-Jahn-Stadion, Ludwigsburg | 29 juin 1975, Ludwig-Jahn-Stadion, Ludwigsburg |
|  |                                     |                                     | Schwarz-Weiß Essen Am.              | Schwarz-Weiß Essen Am.              | 0                     | 1                     |                                      |                                      |                                      |                                      |                           |                           | Sindelfingen              | Sindelfingen              | Sindelfingen              | Sindelfingen              |  |  | 29 juin 1975, Ludwig-Jahn-Stadion, Ludwigsburg | 29 juin 1975, Ludwig-Jahn-Stadion, Ludwigsburg | 29 juin 1975, Ludwig-Jahn-Stadion, Ludwigsburg | 29 juin 1975, Ludwig-Jahn-Stadion, Ludwigsburg |
|  | Schwarz-Weiß Essen Am.              | Schwarz-Weiß Essen Am.              | Schwarz-Weiß Essen Am.              | Schwarz-Weiß Essen Am.              | 0                     | 1                     | 6                                    | 2                                    |                                      |                                      |                           |                           | Sindelfingen              | Sindelfingen              | Sindelfingen              | Sindelfingen              |  |  | 29 juin 1975, Ludwig-Jahn-Stadion, Ludwigsburg | 29 juin 1975, Ludwig-Jahn-Stadion, Ludwigsburg | 29 juin 1975, Ludwig-Jahn-Stadion, Ludwigsburg | 29 juin 1975, Ludwig-Jahn-Stadion, Ludwigsburg |
|  | Schwarz-Weiß Essen Am.              | Schwarz-Weiß Essen Am.              |                                     |                                     |                       |                       |                                      | 2                                    |                                      |                                      |                           |                           | Sindelfingen              | Sindelfingen              | Sindelfingen              | Sindelfingen              |  |  | 29 juin 1975, Ludwig-Jahn-Stadion, Ludwigsburg | 29 juin 1975, Ludwig-Jahn-Stadion, Ludwigsburg | 29 juin 1975, Ludwig-Jahn-Stadion, Ludwigsburg | 29 juin 1975, Ludwig-Jahn-Stadion, Ludwigsburg |
|  | FC Hertha 03 Zehlendorf             | FC Hertha 03 Zehlendorf             | 4                                   | 2                                   |                       |                       |                                      |                                      |                                      |                                      |                           |                           | Sindelfingen              | Sindelfingen              | Sindelfingen              | Sindelfingen              |  |  | 29 juin 1975, Ludwig-Jahn-Stadion, Ludwigsburg | 29 juin 1975, Ludwig-Jahn-Stadion, Ludwigsburg | 29 juin 1975, Ludwig-Jahn-Stadion, Ludwigsburg | 29 juin 1975, Ludwig-Jahn-Stadion, Ludwigsburg |
|  | FC Hertha 03 Zehlendorf             | FC Hertha 03 Zehlendorf             | 4                                   | 2                                   | SV Arminia Gütersloh  | SV Arminia Gütersloh  | 0                                    | 0                                    |                                      |                                      |                           |                           |                           |                           |                           |                           |  |  | 29 juin 1975, Ludwig-Jahn-Stadion, Ludwigsburg | 29 juin 1975, Ludwig-Jahn-Stadion, Ludwigsburg | 29 juin 1975, Ludwig-Jahn-Stadion, Ludwigsburg | 29 juin 1975, Ludwig-Jahn-Stadion, Ludwigsburg |
|  |                                     |                                     |                                     |                                     | SV Arminia Gütersloh  | SV Arminia Gütersloh  | 0                                    | 0                                    |                                      |                                      |                           |                           |                           |                           |                           |                           |  |  | 29 juin 1975, Ludwig-Jahn-Stadion, Ludwigsburg | 29 juin 1975, Ludwig-Jahn-Stadion, Ludwigsburg | 29 juin 1975, Ludwig-Jahn-Stadion, Ludwigsburg | 29 juin 1975, Ludwig-Jahn-Stadion, Ludwigsburg |
|  |                                     |                                     | VfR OLI Bürstadt                    | VfR OLI Bürstadt                    | 3                     | 3                     |                                      |                                      |                                      |                                      |                           |                           |                           |                           |                           |                           |  |  | 29 juin 1975, Ludwig-Jahn-Stadion, Ludwigsburg | 29 juin 1975, Ludwig-Jahn-Stadion, Ludwigsburg | 29 juin 1975, Ludwig-Jahn-Stadion, Ludwigsburg | 29 juin 1975, Ludwig-Jahn-Stadion, Ludwigsburg |
|  | SV Sandhausen                       | SV Sandhausen                       | VfR OLI Bürstadt                    | VfR OLI Bürstadt                    | 3                     | 3                     | 0                                    | 4                                    |                                      |                                      |                           |                           |                           |                           |                           |                           |  |  | 29 juin 1975, Ludwig-Jahn-Stadion, Ludwigsburg | 29 juin 1975, Ludwig-Jahn-Stadion, Ludwigsburg | 29 juin 1975, Ludwig-Jahn-Stadion, Ludwigsburg | 29 juin 1975, Ludwig-Jahn-Stadion, Ludwigsburg |
|  | SV Sandhausen                       | SV Sandhausen                       | Böckingen                           |                                     |                       |                       | 0                                    | 4                                    |                                      |                                      |                           |                           |                           |                           |                           |                           |  |  | 29 juin 1975, Ludwig-Jahn-Stadion, Ludwigsburg | 29 juin 1975, Ludwig-Jahn-Stadion, Ludwigsburg | 29 juin 1975, Ludwig-Jahn-Stadion, Ludwigsburg | 29 juin 1975, Ludwig-Jahn-Stadion, Ludwigsburg |
|  | FC Rodalben                         | FC Rodalben                         | 2                                   | 5                                   |                       |                       |                                      |                                      |                                      |                                      |                           |                           |                           |                           |                           |                           |  |  | 29 juin 1975, Ludwig-Jahn-Stadion, Ludwigsburg | 29 juin 1975, Ludwig-Jahn-Stadion, Ludwigsburg | 29 juin 1975, Ludwig-Jahn-Stadion, Ludwigsburg | 29 juin 1975, Ludwig-Jahn-Stadion, Ludwigsburg |
|  | FC Rodalben                         | FC Rodalben                         | 2                                   | 5                                   | FC Rodalben           | FC Rodalben           | 1                                    | 0                                    |                                      |                                      |                           |                           |                           |                           |                           |                           |  |  | 29 juin 1975, Ludwig-Jahn-Stadion, Ludwigsburg | 29 juin 1975, Ludwig-Jahn-Stadion, Ludwigsburg | 29 juin 1975, Ludwig-Jahn-Stadion, Ludwigsburg | 29 juin 1975, Ludwig-Jahn-Stadion, Ludwigsburg |
|  |                                     |                                     |                                     |                                     | FC Rodalben           | FC Rodalben           | 1                                    | 0                                    |                                      |                                      |                           |                           |                           |                           |                           |                           |  |  | 29 juin 1975, Ludwig-Jahn-Stadion, Ludwigsburg | 29 juin 1975, Ludwig-Jahn-Stadion, Ludwigsburg | 29 juin 1975, Ludwig-Jahn-Stadion, Ludwigsburg | 29 juin 1975, Ludwig-Jahn-Stadion, Ludwigsburg |
|  |                                     |                                     | VfR OLI Bürstadt                    | VfR OLI Bürstadt                    | 0                     | 4                     |                                      |                                      |                                      |                                      |                           |                           |                           |                           |                           |                           |  |  | 29 juin 1975, Ludwig-Jahn-Stadion, Ludwigsburg | 29 juin 1975, Ludwig-Jahn-Stadion, Ludwigsburg | 29 juin 1975, Ludwig-Jahn-Stadion, Ludwigsburg | 29 juin 1975, Ludwig-Jahn-Stadion, Ludwigsburg |
|  | FV Würzburg 04                      | FV Würzburg 04                      | VfR OLI Bürstadt                    | VfR OLI Bürstadt                    | 0                     | 4                     | 0                                    | 0                                    |                                      |                                      |                           |                           |                           |                           |                           |                           |  |  | 29 juin 1975, Ludwig-Jahn-Stadion, Ludwigsburg | 29 juin 1975, Ludwig-Jahn-Stadion, Ludwigsburg | 29 juin 1975, Ludwig-Jahn-Stadion, Ludwigsburg | 29 juin 1975, Ludwig-Jahn-Stadion, Ludwigsburg |
|  | FV Würzburg 04                      | FV Würzburg 04                      |                                     |                                     |                       |                       |                                      | 0                                    |                                      |                                      |                           |                           |                           |                           |                           |                           |  |  | 29 juin 1975, Ludwig-Jahn-Stadion, Ludwigsburg | 29 juin 1975, Ludwig-Jahn-Stadion, Ludwigsburg | 29 juin 1975, Ludwig-Jahn-Stadion, Ludwigsburg | 29 juin 1975, Ludwig-Jahn-Stadion, Ludwigsburg |
|  | VfR OLI Bürstadt                    | VfR OLI Bürstadt                    | 0                                   | 1                                   |                       |                       |                                      |                                      |                                      |                                      |                           |                           |                           |                           |                           |                           |  |  | 29 juin 1975, Ludwig-Jahn-Stadion, Ludwigsburg | 29 juin 1975, Ludwig-Jahn-Stadion, Ludwigsburg | 29 juin 1975, Ludwig-Jahn-Stadion, Ludwigsburg | 29 juin 1975, Ludwig-Jahn-Stadion, Ludwigsburg |
|  | VfR OLI Bürstadt                    | VfR OLI Bürstadt                    | 0                                   | 1                                   | VfR OLI Bürstadt      | VfR OLI Bürstadt      | 3                                    | 3                                    |                                      |                                      |                           |                           |                           |                           |                           |                           |  |  |                                                |                                                |                                                |                                                |
|  |                                     |                                     |                                     |                                     | VfR OLI Bürstadt      | VfR OLI Bürstadt      | 3                                    | 3                                    |                                      |                                      |                           |                           |                           |                           |                           |                           |  |  |                                                |                                                |                                                |                                                |
|  |                                     |                                     | SC Victoria Hamburg                 | SC Victoria Hamburg                 | 0                     | 0                     |                                      |                                      |                                      |                                      |                           |                           |                           |                           |                           |                           |  |  |                                                |                                                |                                                |                                                |
|  | SC Freiburg                         | SC Freiburg                         | SC Victoria Hamburg                 | SC Victoria Hamburg                 | 0                     | 0                     | 2                                    | 0                                    |                                      |                                      |                           |                           |                           |                           |                           |                           |  |  |                                                |                                                |                                                |                                                |
|  | SC Freiburg                         | SC Freiburg                         |                                     |                                     |                       |                       |                                      | 0                                    |                                      |                                      |                           |                           |                           |                           |                           |                           |  |  |                                                |                                                |                                                |                                                |
|  | VfB Theley                          | VfB Theley                          | 2                                   | 4                                   |                       |                       |                                      |                                      |                                      |                                      |                           |                           |                           |                           |                           |                           |  |  |                                                |                                                |                                                |                                                |
|  | VfB Theley                          | VfB Theley                          | 2                                   | 4                                   | VfB Theley            | VfB Theley            | 0                                    | 1                                    |                                      |                                      |                           |                           |                           |                           |                           |                           |  |  |                                                |                                                |                                                |                                                |
|  |                                     |                                     |                                     |                                     | VfB Theley            | VfB Theley            | 0                                    | 1                                    |                                      |                                      |                           |                           |                           |                           |                           |                           |  |  |                                                |                                                |                                                |                                                |
|  |                                     |                                     | SpVgg 07 Ludwigsburg                | SpVgg 07 Ludwigsburg                | 2                     | 2                     |                                      |                                      |                                      |                                      |                           |                           |                           |                           |                           |                           |  |  |                                                |                                                |                                                |                                                |
|  | VfL Neuwied                         | VfL Neuwied                         | SpVgg 07 Ludwigsburg                | SpVgg 07 Ludwigsburg                | 2                     | 2                     | 1                                    | 0                                    |                                      |                                      |                           |                           |                           |                           |                           |                           |  |  |                                                |                                                |                                                |                                                |
|  | VfL Neuwied                         | VfL Neuwied                         |                                     |                                     |                       |                       |                                      | 0                                    |                                      |                                      |                           |                           |                           |                           |                           |                           |  |  |                                                |                                                |                                                |                                                |
|  | SpVgg 07 Ludwigsburg                | SpVgg 07 Ludwigsburg                | 3                                   | 1                                   |                       |                       |                                      |                                      |                                      |                                      |                           |                           |                           |                           |                           |                           |  |  |                                                |                                                |                                                |                                                |
|  | SpVgg 07 Ludwigsburg                | SpVgg 07 Ludwigsburg                | 3                                   | 1                                   | SpVgg 07 Ludwigsburg  | SpVgg 07 Ludwigsburg  | 1                                    | 1                                    |                                      |                                      |                           |                           |                           |                           |                           |                           |  |  |                                                |                                                |                                                |                                                |
|  |                                     |                                     |                                     |                                     | SpVgg 07 Ludwigsburg  | SpVgg 07 Ludwigsburg  | 1                                    | 1                                    |                                      |                                      |                           |                           |                           |                           |                           |                           |  |  |                                                |                                                |                                                |                                                |
|  |                                     |                                     | SC Victoria Hamburg                 | SC Victoria Hamburg                 | 2                     | 2                     |                                      |                                      |                                      |                                      |                           |                           |                           |                           |                           |                           |  |  |                                                |                                                |                                                |                                                |
|  | SC Brühl 06/45                      | SC Brühl 06/45                      | SC Victoria Hamburg                 | SC Victoria Hamburg                 | 2                     | 2                     | 3                                    | 0                                    |                                      |                                      |                           |                           |                           |                           |                           |                           |  |  |                                                |                                                |                                                |                                                |
|  | SC Brühl 06/45                      | SC Brühl 06/45                      |                                     |                                     |                       |                       |                                      | 0                                    |                                      |                                      |                           |                           |                           |                           |                           |                           |  |  |                                                |                                                |                                                |                                                |
|  | SC Victoria Hamburg                 | SC Victoria Hamburg                 | 2                                   | 4                                   |                       |                       |                                      |                                      |                                      |                                      |                           |                           |                           |                           |                           |                           |  |  |                                                |                                                |                                                |                                                |
|  | SC Victoria Hamburg                 | SC Victoria Hamburg                 | 2                                   | 4                                   | SC Victoria Hamburgap | SC Victoria Hamburgap | 2                                    | 2                                    | Match pour la 3e place               | Match pour la 3e place               | Match pour la 3e place    | Match pour la 3e place    |                           |                           |                           |                           |  |  |                                                |                                                |                                                |                                                |
|  |                                     |                                     |                                     |                                     | SC Victoria Hamburgap | SC Victoria Hamburgap | 2                                    | 2                                    | Match pour la 3e place               | Match pour la 3e place               | Match pour la 3e place    | Match pour la 3e place    |                           |                           |                           |                           |  |  |                                                |                                                |                                                |                                                |
|  |                                     |                                     | Itzehoer SV                         | Itzehoer SV                         | 2                     | 1                     |                                      |                                      | 29 juin 1975, Ludwigsburg            | 29 juin 1975, Ludwigsburg            | 29 juin 1975, Ludwigsburg | 29 juin 1975, Ludwigsburg |                           |                           |                           |                           |  |  |                                                |                                                |                                                |                                                |
|  | SV Meppen                           | SV Meppen                           | Itzehoer SV                         | Itzehoer SV                         | 2                     | 1                     | 2                                    | 0                                    | 29 juin 1975, Ludwigsburg            | 29 juin 1975, Ludwigsburg            | 29 juin 1975, Ludwigsburg | 29 juin 1975, Ludwigsburg |                           |                           |                           |                           |  |  |                                                |                                                |                                                |                                                |
|  | SV Meppen                           | SV Meppen                           |                                     |                                     |                       |                       |                                      | 0                                    |                                      |                                      | SV Arminia Gütersloh      | SV Arminia Gütersloh      | 2                         | 2                         |                           |                           |  |  |                                                |                                                |                                                |                                                |
|  | Itzehoer SV                         | Itzehoer SV                         | 2                                   | 1                                   |                       |                       |                                      |                                      |                                      |                                      | SV Arminia Gütersloh      | SV Arminia Gütersloh      | 2                         | 2                         |                           |                           |  |  |                                                |                                                |                                                |                                                |
|  | Itzehoer SV                         | Itzehoer SV                         | 2                                   | 1                                   | SpVgg 07 Ludwigsburg  | SpVgg 07 Ludwigsburg  | 1                                    | 1                                    |                                      |                                      |                           |                           |                           |                           |                           |                           |  |  |                                                |                                                |                                                |                                                |
|  |                                     |                                     |                                     |                                     |                       |                       |                                      |                                      |                                      |                                      |                           |                           |                           |                           |                           |                           |  |  |                                                |                                                |                                                |                                                |

| Finale       | VfR OLI Bürstadt | 3 - 0   | SC Victoria Hamburg | Ludwig-Jahn-Stadion, Ludwigsburg            |                                             |
| 29 juin 1975 | Vogt 40e 83e 88e | (1 - 0) |                     | Spectateurs : 6 000 Arbitrage : Alfons Betz | Spectateurs : 6 000 Arbitrage : Alfons Betz |

## Bilan de la saison
| Oberliga | Promu en 2. Bundesliga Nord 1975-1976 | Relégués en ligues amateures                                         | Promus des autres régions | Champion d'Allemagne amateur  |
| -------- | ------------------------------------- | -------------------------------------------------------------------- | --- | ----------------------------- |
| Nord     |                                       | 1. FC Phönix Lübeck Flensburg 08 Heider SV Bremer SV SC Poppenbüttel | 2. Bundesliga Nord 1975-1976 : Bayer 04 Leverkusen (VL Mittelrhein) SG Union Solingen (VL Niederrhein) SC Westfalia Herne (VL Westfalen Gr. 2) 2. Bundesliga Süd 1975-1976 : Eintracht Bad Kreuznach (1. AL Südwest) SSV Reutlingen 05 (1. AL Schwarzwald-Bodensee) SSV Jahn Regensburg (1. AL Bayern) FSV Frankfurt (Hessenliga) | VfR OLI Bürstadt (Hessenliga) |
| Berlin   | Spandauer SV                          | BSC Kickers 1900 BFC Alemannia 90 BFC Südring                        | 2. Bundesliga Nord 1975-1976 : Bayer 04 Leverkusen (VL Mittelrhein) SG Union Solingen (VL Niederrhein) SC Westfalia Herne (VL Westfalen Gr. 2) 2. Bundesliga Süd 1975-1976 : Eintracht Bad Kreuznach (1. AL Südwest) SSV Reutlingen 05 (1. AL Schwarzwald-Bodensee) SSV Jahn Regensburg (1. AL Bayern) FSV Frankfurt (Hessenliga) | VfR OLI Bürstadt (Hessenliga) |
| Total    | 1                                     | 8                                                                    | 7 | VfR OLI Bürstadt (Hessenliga) |